# Mirosternus fractus
Mirosternus fractus là một loài bọ cánh cứng thuộc họ Ptinidae.